# Otto Strandman
Otto August Strandman, est un diplomate et homme d'État estonien, né le 30 novembre 1875 à Vandu et mort le 5 février 1941 à Kadrina.

## Biographie
Otto Strandman est le fils de Hans Strandman, enseignant. Il fait des études de droit et est diplômé en 1903. Il commence alors une carrière d'avocat à Tallinn. Il est élu au conseil municipal de Tallinn de 1904 à 1905. Il proteste contre les abus des propriétaires terriens allemands et le régime militaire russe. Connu pour ses positions favorables à l'indépendance estonienne, il est contraint à l'exil au moment de la révolution russe de 1905. Il peut revenir en Russie en 1906 mais avec interdiction de revenir en Estonie pendant trois ans. Il retourne ainsi en Estonie en 1909 où il exerce son métier d'avocat en défendant les participants estoniens à la révolution de 1905. Il défend le droit à une presse libre et à la liberté d'expression. Il est nommé procureur au tribunal de Tallinn en 1917. En mars 1917, il soutient avec d'autres hommes politiques l'autonomie de l'Estonie. Une assemblée provinciale estonienne (Maapäev (en)) du gouvernorat autonome d'Estonie est mise en place à l'été 1917. Il y est élu sur la liste du parti social radical de Jüri Wilms. Il est président de cette assemblée entre le 25 octobre 1917 et le 27 novembre 1918, avec des interruptions dues à la révolution de 1917 et une brève occupation allemande à partir d'octobre 1917 à la suite d'une clause additionnelle du traité de Brest-Litovsk et la création par les Germano-Baltes d'un Duché balte uni inféodé à l'Empire allemand. Il est président du Maapäev quand cette assemblée proclame, le 28 novembre 1917, qu'elle détient le pouvoir suprême en Estonie. Elle proclame ainsi l'indépendance de l'Estonie le 24 février 1918. Il est ensuite arrêté par les Allemands au cours de l'été 1918. Après le 11 novembre 1918, les Soviétiques entreprennent alors de reprendre le contrôle de l'Estonie entraînant la guerre d'indépendance de l'Estonie. Otto Strandman commence alors une carrière diplomatique en Suède pour obtenir l'appui des Suédois. L'indépendance de l'Estonie est reconnue par la République socialiste fédérative soviétique de Russie à la signature du traité de Tartu.
Social-démocrate, il est le Doyen d'Etat (Riigivanem, Chef de l'Etat) de l'Estonie du 9 juillet 1929 au 12 février 1931 et auparavant Premier ministre du 9 mai au 18 novembre 1919.
Il est élu membre du Riigikogu, le parlement estonien, et de différents gouvernements estoniens jusqu'en 1926.
En 1927, il entame une nouvelle carrière diplomatique comme ambassadeur d'Estonie en Pologne, en Tchécoslovaquie puis en Roumanie. Il donne sa démission en 1929 pour revenir à la politique et dirige un gouvernement de coalition jusqu'en février 1931.
Il est ambassadeur d'Estonie en France entre 1933 et 1939. En raison de son âge, il donne sa démission puis rentre en Estonie. L'Estonie est envahie par l'Union soviétique en 1940 à la suite du Pacte germano-soviétique et du début de la Seconde Guerre mondiale.
Convoqué pour comparaître devant la NKVD, il choisit de se suicider en 1941.